# Ducto deferente
O ducto deferente ou  canal deferente é um canal muscular que conduz os espermatozoides a partir do epidídimo, que é o local onde eles são armazenados após serem produzidos nos testículos. Representam uma continuação direta da cauda do epidídimo.
O tamanho pode variar entre 30 e 40cm.
Divisão: 
- Parte testicular
- Parte Funicular
- Parte Inguinal
- Parte Pélvica

- Ampola do Ducto deferente ( une-se com o ducto excretor da vesícula seminal para formar o Ducto ejaculatório).

## Artérias
O ducto deferente possui três artérias: a artéria testicular, artéria cremastérica, e a artéria do ducto deferente.

## Importância na contracepção
O método do corte dos ductos deferentes é chamado de vasectomia, sendo utilizado como um método contraceptivo.

## Imagens adicionais

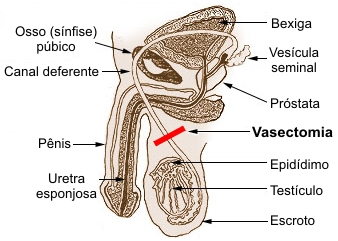
Sistema reprodutor masculino e a indicação da vasectomia (corte do ducto deferente com finalidade contraceptiva).
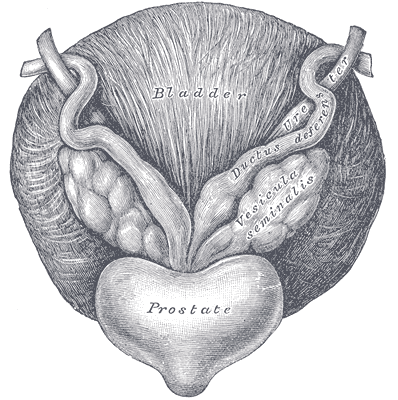
Fundo da bexiga e vesículas seminais.
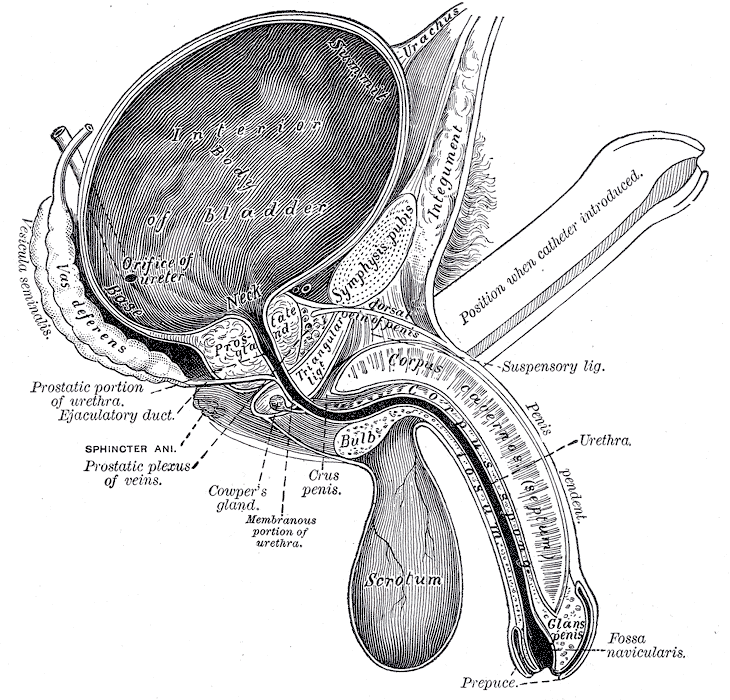
Secção vertical da bexiga, pênis e uretra.